# Feroxodon multistriatus
El Feroxodon multistriatus es una especie de pez actinopeterigio marino, la única del género monotípico Feroxodon de la familia de los tetraodóntidos.
Su consumo es muy venenoso, por ser su carne altamente tóxica, además es peligroso por ser responsable de la amputación de los dedos de los nadadores.

## Morfología
Con la forma típica normal de los peces globo de su familia, la longitud máxima descrita es de un macho de 39 cm.

## Distribución y hábitat
Se distribuye por el área oeste del océano Pacífico, común en el noroeste de Australia y en otros lugares de la región sureste del Pacífico. Habita en aguas marinas tropicales asociado a arrecifes, en aguas costeras poco profundas y fondos arenosos en mar abierto.
Se alimenta de peces e invertebrados.